# Livstids fängelse i Sverige
Livstids fängelse i Sverige är den svenska lagens strängaste straff, och innebär att den dömda frihetsberövas i fängelse. Livstids fängelse är inte tidsbestämt, alltså vet inte den dömda hur länge han eller hon kommer att sitta i fängelse. I Sverige är det praxis att en livstidsdömd fånge kan få sitt straff omvandlat till ett tidsbestämt fängelsestraff efter att ha suttit en viss tid i fängelse, ansökt om nåd samt fått ansökan beviljad. I snitt sitter en livstidsdömd i fängelse i 16 år, vilket innebär att straffet tidsbestämdes till 25 år och att den intagne sedan blev villkorligt frigiven efter praxis att den hade suttit av 2/3 av sin strafftid.
Sedan 2006 beslutar Örebro tingsrätt om livstidsdömda fångar ska få sitt straff tidsbestämt. Tingsrätten får efter ansökan, som får göras först sedan tio års fängelse avtjänats, omvandla livstidsstraffet till minst 18 års fängelse. Tingsrättens beslut kan överklagas till Göta hovrätt och sedan till Högsta domstolen. Vid beslutande om straffet ska omvandlas tas i betraktande hur den intagne eller intagna har skött sig under fängelsetiden, återfallsrisk för att begå nya brott och hur allvarligt brottet var när det begicks. Tvåtredjedelsprincipen beaktas vid tidsbestämning med viss marginal för förberedelse, vilket exempelvis innebar att Mattias Flinks frihetsstraff förkortades till ett 30-årigt straff i december 2011, med som följd att han frisläpptes i juni 2014, snarare än 2024.
År 2020 avtjänade 152 intagna livstidsstraff i Sverige, där nästan alla var dömda för mord (inklusive medhjälp, försök och anstiftan till mord). En var dömd för folkmord (Stanislas Mbanenande) och en för mord och folkrättsbrott (Hamid Noury). Sju av de som avtjänade livstidsstraff var kvinnor. Mellan 1965 och 2015 har 353 personer dömts till livstids fängelse i Sverige.
Den person som till dags dato har suttit längst i Sverige oavbrutet är Tommy Alexandersson som dömdes för dubbel- samt trippelmord i Stockholm 1988 och har suttit inne sen dess. Dock har våldtäktsmannen och mördaren Sten-Erik Eriksson som dömdes till rättspsykiatrisk vård 1967 och dog 2017 (85 år gammal) varit frihetsberövad i 50 år, med ett kort avbrott under en flykt 2010. Han var tidigare frihetsberövad mellan 1949 och 1957 och 1958 och 1966 i sammanlagt 66 år, vilket både sammanlagt och i oavbruten tid gör Eriksson till den person som suttit längst tid frihetsberövad i Sverige. Den svensk som under decennier hade suttit längst, undantaget personer dömda till psykiatrisk vård, var Leif Axmyr, som 1982 begick ett dubbelmord och, efter en förkortning till ett 51-årigt straff, frigavs 2016, kort före sin död. Alexandersson passerade denna tid 2022.

## Historia
Straffet fängelse på livstid infördes 1734 och kungen var den enda som kunde benåda en livstidsdömd person. Senare fick även regeringen denna möjlighet. Efter att Sverige avskaffade dödsstraffet i fredstid 1921 (i krigstid 1973) blev livstids fängelse det strängaste straffet i lagboken och dödsdomar som inte verkställdes omvandlades nästan alltid till livstids fängelse. Perioden 1965–1974 låg medelvärdet för tidsomvandlade livstidsstraff på 14 års fängelse. Dessutom fick man i regel villkorlig frigivning efter halva tiden, vilket innebar att en livstidsdömd satt i snitt i fängelse i sju år. År 1992 skärptes förutsättningarna till att dömas till rättspsykiatrisk vård. Det innebar att personer som skulle ha dömts till rättspsykiatrisk vård dömdes till fängelse istället. Beslutet ökade antalet livstidsdomar. Flest livstidsdomar utdömdes 2004 då 24 personer dömdes till livstids fängelse, vilket kan jämföras med 2013 då 6 personer dömdes till livstid.
Genom en reform år 2006 har Örebro tingsrätt i huvudsak övertagit uppgiften att tidsbestämma livstidsdömda fångars fängelsestraff. Tingsrätten får efter ansökan, som får göras efter att tio års fängelse avtjänats, omvandla livstidsstraffet till minst 18 års fängelse. Tingsrättens slutliga beslut ska vara motiverat och får överklagas till Göta hovrätt och sedan till Högsta domstolen. Två domare hanterar alla fall. Åtta åklagare företräder brottsoffrens och samhällets intressen. Ansvaret har spritts ut på flera åklagare av säkerhetsskäl. Örebro tingsrätt utsågs bland annat på grund av det geografiska läget, nära Kumla, Hall och Tidaholm.
År 2014 införde Riksdagen en lagändring om att livstidsstraff i högre grad skulle kunna utdelas för mord. Lagen fick inte önskad effekt på grund av lagtekniska detaljer och Högsta domstolen menade att lagändringen inte gett någon effekt alls. Det har därför kommit förslag på att ändra i lagen ytterligare för att fler morddomar ska ge livstid.
Under 2017 fick Örebro tingsrätt in 39 ansökningar om omvandling till ett tidsbestämt straff och avgjorde totalt 46 ärenden. Av ansökningarna fick 8 personer tidsbestämt straff och 29 avslag. Tingsrätten avvisade även nio ansökningar. Regeringen har fortfarande rätt att benåda livstidsdömda, även om det sällan förekommer och då främst av medicinska eller politiska skäl, t ex om någon är nära förstående döden eller ska delta i en fångutväxling (se Hamid Noury). Det kan även ske i fall av justitiemord, även om det knappast vore att föredra visavi resning, men kan utgöra en sorts interimistisk åtgärd. 
I januari 2022 sänktes minimiåldern för att dömas till livstid från 21 till 18, även om det krävs särskilda skäl för mördare på 18 till 20 år. Den första att beröras av reformen var 18-årige Fabian Cederholm, som i mars 2022 dödade två skollärare med en yxa, vilket var första gången på mycket lång tid som en tonåring dömdes till livstids fängelse.

## Brott som kan ge livstids fängelse
Observera att försök, anstiftan eller medhjälp till de brott som anges också kan ge fängelse på livstid. Det är dock ovanligt, då mordförsök nästan uteslutande leder till tidsbestämt straff. Nyliga undantag är mordförsöket på en imam i Strömsund 2012, våldtäkten och mordförsöket på en kvinna i Norberg 2022, samt våldsdådet i Vetlanda 2021. För övriga brott än mord och mordförsök är livstid synnerligen ovanligt, med några (främst historiska) fall som exempel, som Stig Wennerström och Stig Bergling, samt Hamid Noury 2022.  
Livstids fängelse kan man i Sverige dömas till om man fyllt 18 år. Den 2 januari 2022 trädde den nya lagen i kraft som innebar att åldern för att döma någon till livstids fängelse sänks från 21 år till 18 år. Tidigare kunde personer under 21 år endast dömas till högst 14 års fängelse. Följande år dömdes efter mordet på Tove Tönnies en (vid mordtillfället) 18-årig kvinna till livstid, men domen ändrades i hovrätten till 16 år. 

### Brott som kan ge livstids fängelse
- Mord
- Människorov
- Grov mordbrand
- Grov allmänfarlig ödeläggelse
- Grovt sabotage
- Grov kapning
- Grovt sjö- eller luftfartssabotage
- Grovt flygplatssabotage
- Grovt blåljussabotage
- Grovt spridande av gift eller smitta
- Grovt myteri
- Uppror
- Högförräderi
- Trolöshet vid förhandling med främmande makt
- Grovt spioneri
- Grovt folkrättsbrott
- Grov olovlig befattning med kemiska vapen
- Grov olovlig befattning med minor
- Grov olovlig kärnsprängning
- Folkmord
- Terroristbrott
- Brott mot mänskligheten
- Grov krigsförbrytelse

### Brott som kan ge livstids fängelse vid krig
Dessa brott kan endast ge livstids fängelse då Sverige är i krig eller då krigsfara råder.
- Landsförräderi
- Egenmäktighet vid förhandling med främmande makt
- Grovt lydnadsbrott
- Grov rymning
- Undergrävande av stridsviljan
- Försummande av krigsförberedelse
- Obehörig kapitulation
- Stridsförsumlighet

## Kända exempel
- Helmer Ljus - Sveriges äldste livstidsfånge
- Mattias Flink - massmördare
- Rakhmat Akilov - Terroristen på Drottninggatan i Stockholm
- Leif Axmyr - dubbelmördare som suttit längst tid i fängelse i Sverige oavbrutet
- John "Lasermannen" Ausonius - Mördare och dömd för nio mordförsök
- Jackie Arklöv, Tony Olsson, och Andreas Axelsson - dubbelmördare som dödade två poliser
- Rahmi Sahindal - hedersmördade sin egen dotter Fadime Sahindal
- Mijailo Mijailovic - dömd för mordet på utrikesminister Anna Lindh
- Tommy Zethraeus - dömd för Stureplansmorden
- Anders Eklund - dömd för Englamordet och Pernillamordet
- Helge Fossmo - dömd för anstiftan till mord på Alexandra Fossmo i Knutby
- Peter Mangs - dömd för två mord och åtta mordförsök utförda i Malmö
- Kjell-Åke Johansson - sadistmördare
- Christine Schürrer - dömd för Arbogamorden 2008
- Lars "Bombmannen" Tingström - dömd för flera sprängattentat med dödlig utgång
- Kaj Linna - den person som suttit längst i fängelse och sedan fått resning. Blev frikänd från anklagelserna. Frisläpptes 15 juni 2017.
- Stig Bergling - dömd för grovt spioneri
- Stig Wennerström - dömd för grovt spioneri
- Juha Valjakkala - dömd för Åmselemorden
- Hans Marmbo - dömd för Träskmorden
- Frans Otto Eriksson - dömd för medhjälp till dubbelmord
- Hugo Färnström - dömd för mord och våldtäkt
- Micael Eriksson - dömd för mord på Anna Jensen 1992